# قالت هارييت (رواية)
قالت هارييت (بالإنجليزية: Harriet Said)‏ هي رواية للكاتبة الإنجليزية بيريل بينبريدج، نشرت عام 1972، لأول مرة عن دار نشر داكوورث.

## روابط خارجية
- قالت هارييت (رواية) على موقع الموسوعة البريطانية (الإنجليزية)